# 柯村镇
柯村镇，原为柯村乡，是中华人民共和国安徽省黄山市黟县下辖的一个乡镇级行政单位。

## 行政区划
柯村镇下辖以下地区：
柯村、胡门村、江溪村、东坑村、翠林村、宝溪村、三合村和胡田村。

## 中国传统村落
2013年8月，翠林村、竹柯村被评为第二批中国传统村落。

## 文物保护单位
柯村镇拥有以下文物保护单位：
- 皖南苏区江边特区革命委员会旧址，安徽省文物保护单位
- 旋溪塔，黄山市文物保护单位
- “当红军光荣”标语旧址，歙县文物保护单位